# Кенні Торн
Кенні Торн (англ. Kenny Thorne; нар. 24 січня 1966) — колишній американський тенісист.
Найвищу одиночну позицію світового рейтингу — 121 місце досяг 19 липня 1993, парну — 67 місце — 17 квітня 1995 року.
Здобув 2 парні титули.
Найвищим досягненням на турнірах Великого шолома був чвертьфінал в парному розряді.
Завершив кар'єру 1997 року.

## Фінали за кар'єру

### Парний розряд: 2 (2 перемоги)
| Результат | W/L | Дата     | Турнір               | Покриття | Партнер       | Суперники                   | Рахунок       |
| --------- | --- | -------- | -------------------- | -------- | ------------- | --------------------------- | ------------- |
| Перемога  | 1–0 | Кві 1994 | Сеул, Південна Корея | Тверде   | Стефан Сіміан | Кент Кіннієр Себастьян Ларо | 6–4, 3–6, 7–5 |
| Перемога  | 2–0 | Чер 1994 | Флоренція, Італія    | Ґрунт    | Джон Айрленд  | Ніл Брод Грег Ван Ембург    | 7–6, 6–3      |